# Benjamin Rolland
Benjamin Rolland (Guadalupa, 1777 – Grenoble, 24 marzo 1855) è stato un pittore francese.

## Biografia
Fu allievo di Jacques-Louis David. A Napoli; fu insegnante dei figli di Gioacchino Murat. Dipinse numerosi ritratti. 
Conservatore del museo di Grenoble dal 1817 al 1853, fu professore presso la scuola di disegno, maestro del pittore Ernest Hébert e di Théodore Fantin-Latour, padre di Henri Fantin-Latour.

## Saloni
Espose nei saloni del: 
- 1806,
- 1808,
- 1817,
- 1819,
- 1822, "Rolland, à Grenoble, n. 112 - Un Ritratto",
- 1824.

## Opere
(In ordine cronologico)

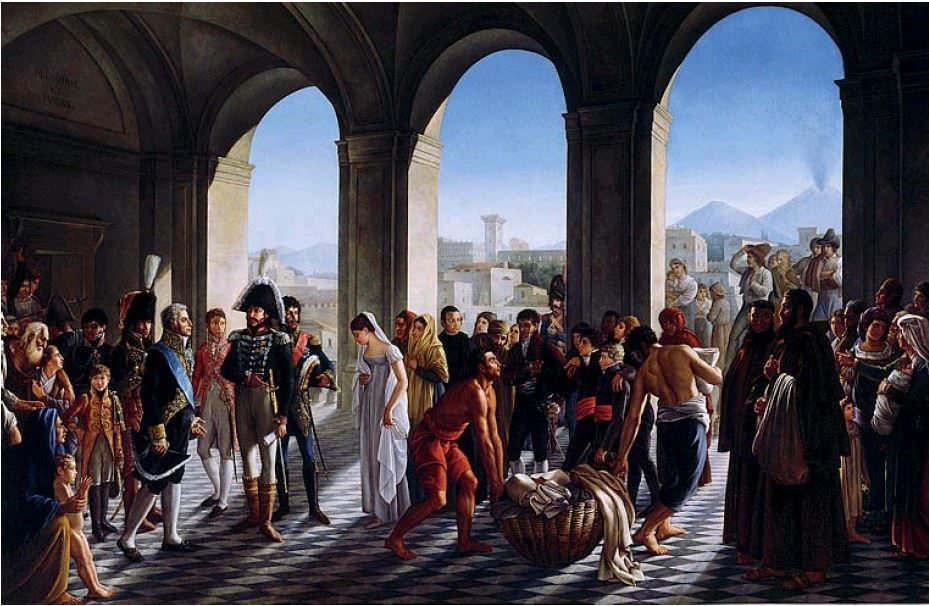
Olio: Gioacchino Murat visita il Real Albergo dei Poveri di Napoli

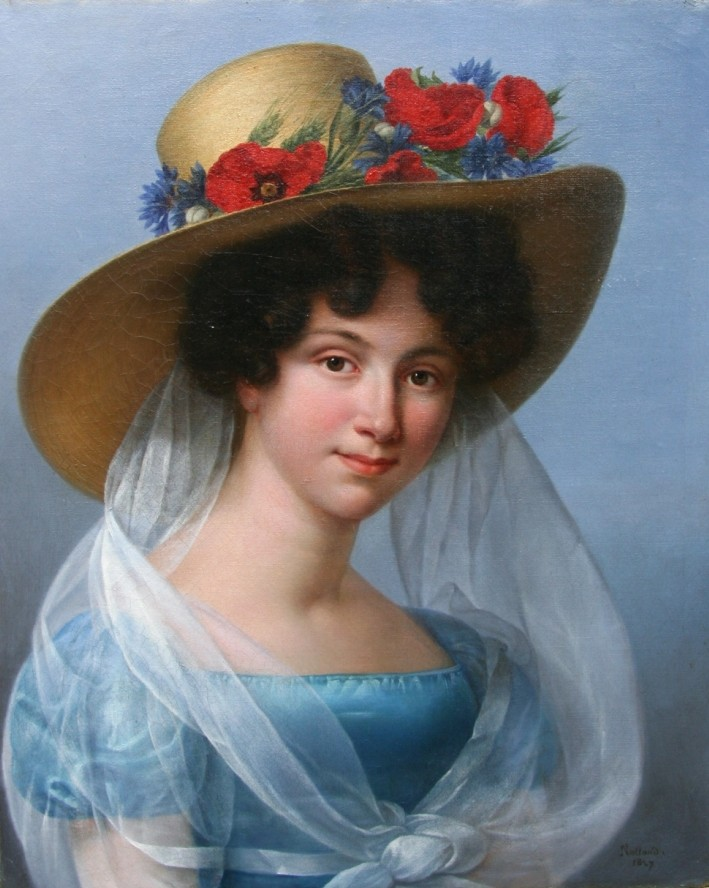
Ritratto di Mathilde Josephine Hélène Perier, Baronessa de Chabaud-Latour, 1827

- Giovinetta che entra nel bagno. Olio su tela, 1,51 x 0,93. Firmato e datato in basso a sinistra: «B. Rolland 1805», salone del 1806. Museo di Grenoble (MG 3690 bis).
- Un padre e il figlio ammalato. Olio su tela, 0,65 x 0,55. Firmato e datato in basso a sinistra: «Rolland 1808», salone del 1819. Offerto dall'artista al marchese de Pina, sindaco di Grenoble, dono di quest'ultimo al museo prima del 1838. Museo di Grenoble (MG 208).
- Ritratto di Achille Murat, Reggia di Caserta[1].
- Ritratto di Letizia  Murat, Reggia di Caserta.
- Ritratto di Luciano Murat, Reggia di Caserta.
- Ritratto di Luisa Giulia Murat, Reggia di Caserta.
- Ritratto d'un bébé, Reggia di Caserta.
- Accoglienza a Bordeaux del duca e della duchessa d'Angoulême venuti a presidiare le elezioni legislative del 1815. 1817. Olio su tela, 3,28 x 2,26, salone del 1817. Libourne, Museo d'arte e d'archeologia.
- Ritratto di due bambine in un paesaggio. Olio su tela 0,78 x 0,66. Madrid, Museo nacional del Romantiscimo. Firmato e datato in basso: 1821.
- Una famiglia in lacrime attorno al padre morente . Olio su tela, 0,35 x 0,41. Monogrammato in basso a sinistra: «B.R. 1833». Sul retro (nascosto dalla rintelatura) : «A Anna par son frère Benjamin». Museo di Grenoble (MG 1289).
- Ritratto d'Ernest Hébert adolescente. Olio su tela, 0,64 x 0,54. Firmato e datato in basso a destra: «Rolland 1834, gage d'amitié à son élève Ernest Hébert». La Tronche, Museo Hébert.
- Ritratto di Gabrielle Luc. Olio su tela, 0,64 x 0,54. Firmato e datato in basso a sinistra: 1840. Museo di Grenoble (MG 1655).
- Ritratto di A. Noël, cugino dell'artista. Olio su tela, 0,46 x 0,38. Leggenda sul verso: «AUG. NOEL MON PETIT COUSIN AGE DE 10 ANS PEINT PAR M. ROLLAND». Lione, Museo delle Belle arti.
- Omero che suona la lira, Sens, museo municipale.

## Iconografia
- Anne-Louis Girodet de Roussy Trioson, Ritratto di Benjamin Rolland, 1816. MMuseo di Grenoble (MG 156), acquisizione dal modello nel 1847[2]
- Eugénie Chosson du Colombier, Ritratto di Benjamin Rolland, 1833. Museo di Grenoble (MG 447).